# Crisi dels ostatges a l'Iran
La Crisi dels ostatges a l'Iran fou un episodi en les relacions entre l'Iran i els Estats Units que es va iniciar el 4 de novembre de 1979, quan un grup d'estudiants seguidors de l'aiatol·là Ruhol·lah Khomeini assaltà l'ambaixada dels Estats Units a Teheran, on van prendre com a ostatges seixanta-tres ciutadans americans, i el Ministeri d'Afers Estrangers Iranià, on van fer tres ostatges més. Aquests arrestos violaven el principi de la immunitat diplomàtica.
Tretze dels trenta-sis ostatges foren alliberats al cap de dues setmanes i un altre més el juliol de 1980, però la resta, cinquanta homes i dues dones, foren retinguts durant quatre-cents quaranta-quatre dies com a protesta per la negativa del govern dels Estats Units de lliurar a l'Iran l'ex xa Mohammad Reza Pahlavi, que havia estat destronat per la revolució islàmica, per a ser-hi jutjat.